# Lymeon novatus
Lymeon novatus là một loài tò vò trong họ Ichneumonidae.